# Deborah Compagnoni

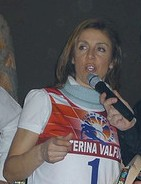
Deborah Compagnoni

Deborah Compagnoni (Bormio, 6 april 1970) is een Italiaans oud-alpineskiester.

## Erelijst

### Olympische Winterspelen
- Albertville (1992)
  - Gouden medaille in de super G
- Lillehammer (1994)
  - Gouden medaille in de reuzenslalom
- Nagano (1998)
  - Gouden medaille in de reuzenslalom
  - Zilveren medaille in de slalom

### Wereldkampioenschap
- Sierra Nevada (1996)
  - Gouden medaille in de reuzenslalom
- Sestriere (1997)
  - Gouden medaille in de reuzenslalom
  - Gouden medaille in de slalom

1952: Andrea Mead-Lawrence ·
1956: Ossi Reichert ·
1960: Yvonne Rüegg ·
1964: Marielle Goitschel ·
1968: Nancy Greene ·
1972: Marie-Therese Nadig ·
1976: Kathy Kreiner ·
1980: Hanni Wenzel ·
1984: Debbie Armstrong ·
1988: Vreni Schneider ·
1992: Pernilla Wiberg ·
1994: Deborah Compagnoni ·
1998: Deborah Compagnoni ·
2002: Janica Kostelić ·
2006: Julia Mancuso ·
2010: Viktoria Rebensburg ·
2014: Tina Maze ·
2018: Mikaela Shiffrin ·
2022: Sara Hector
1988: Sigrid Wolf ·
1992: Deborah Compagnoni ·
1994: Diann Roffe ·
1998: Picabo Street ·
2002: Daniela Ceccarelli ·
2006: Michaela Dorfmeister ·
2010: Andrea Fischbacher ·
2014: Anna Fenninger ·
2018: Ester Ledecká ·
2022: Lara Gut-Behrami